# Migdal

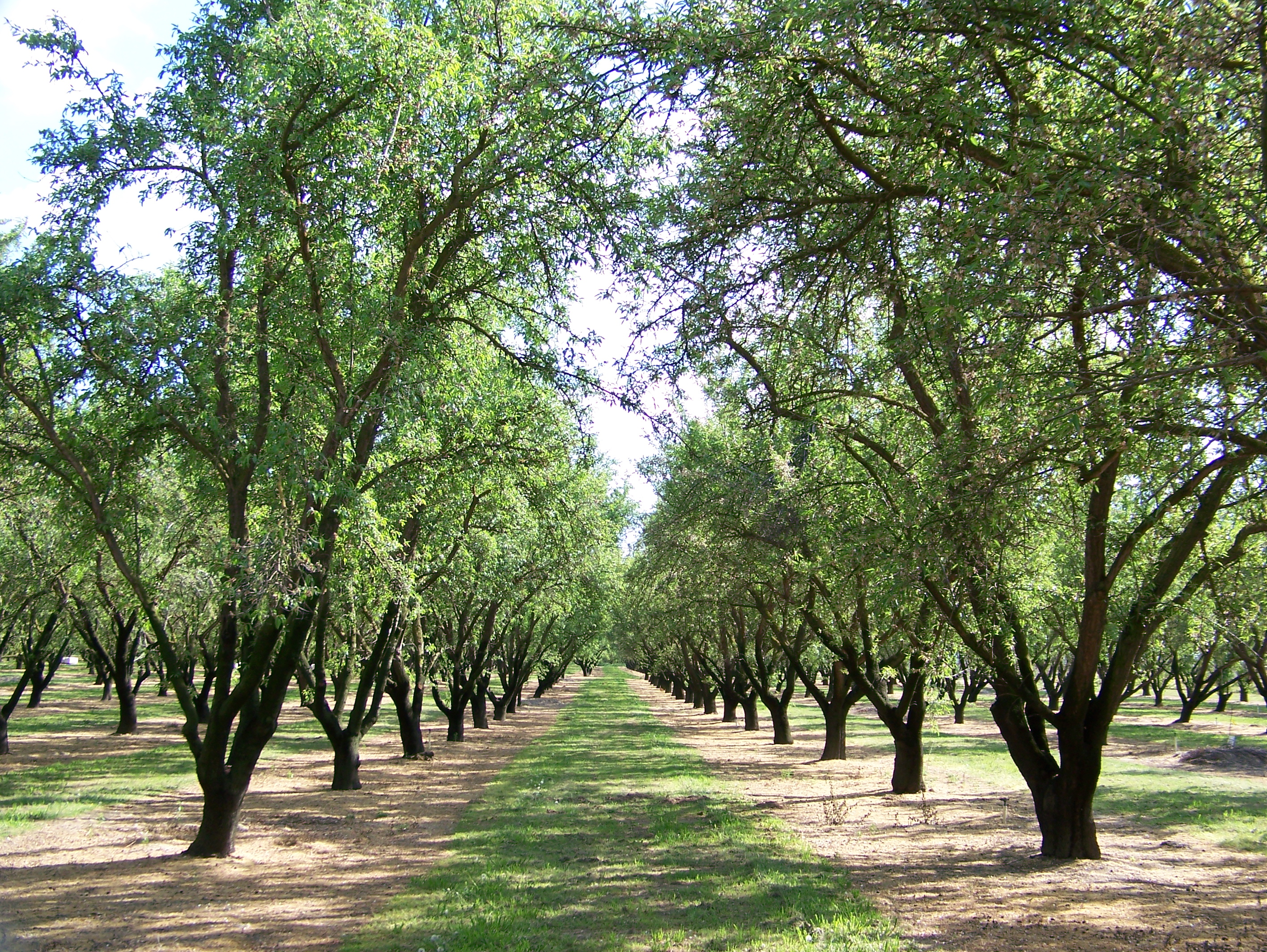
Livadă de migdali

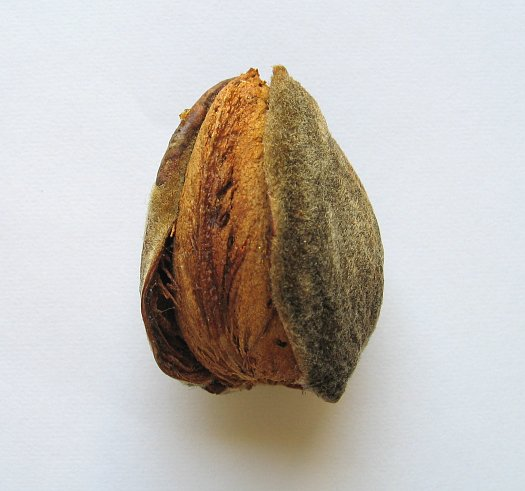
Fructul migdalului

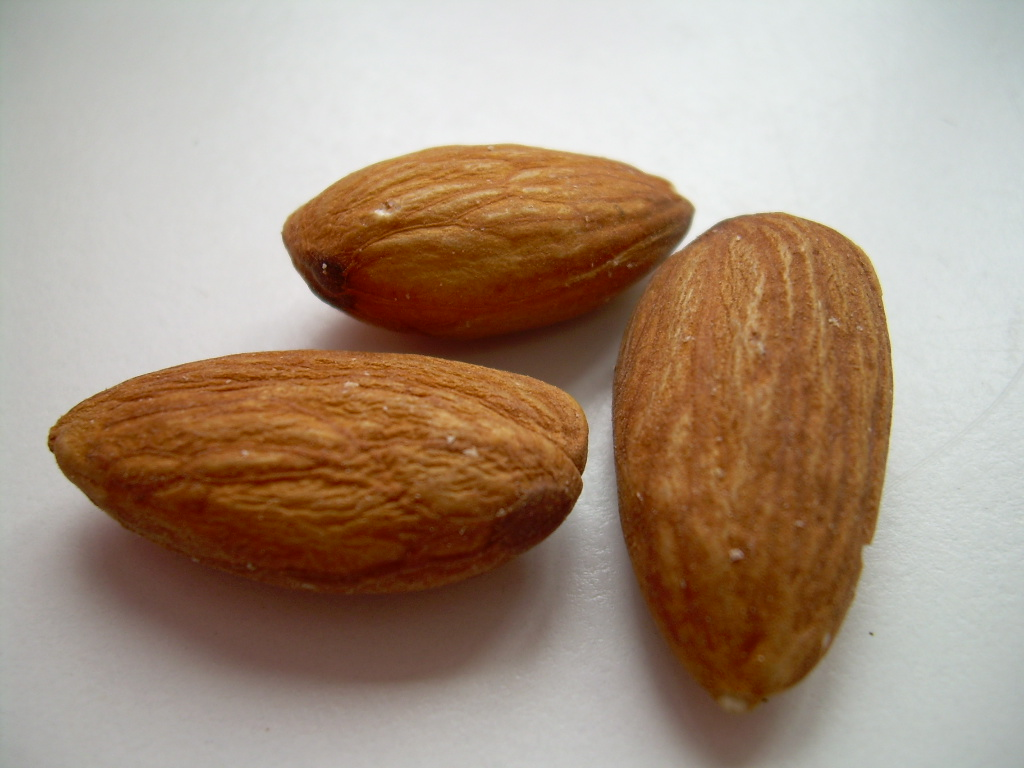
Migdale (sâmburi decorticați)

Prunus dulcis sau migdalul, este un pom fructifer din familia Rosaceae. Fructele lui sunt de formă alungită ovoidă acoperite de o coajă groasă cu aspect pielos. În interior fructul conține un sâmbure tare.

## Utilizare

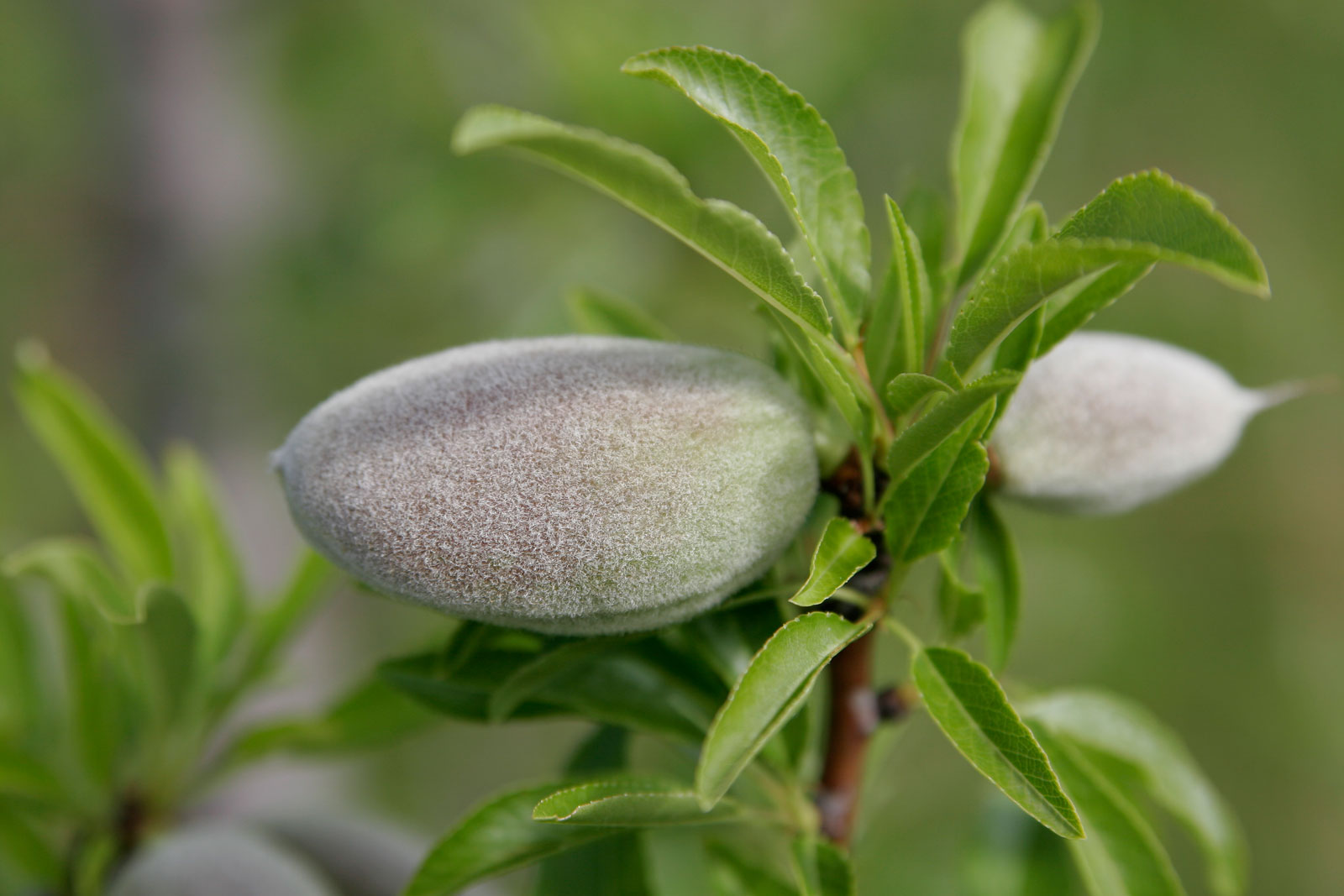
Migdala necoaptă în copac.

Migdalul a fost cultivat deja în urmă cu 4000 de ani. În prezent este cultivat în California, din SUA, Bazinul mediteranean, Pakistan și Iran. În Germania, migdalul este plantat în podgoriile de viță de vie, unde este mai ferit de frig. Trebuie să se facă o diferențiere între migdalele amare și cele dulci. Migdalele dulci sunt acoperite de cuticulă de culoare brună aspră la pipăit, cuticulă care se poate îndepărta după opărirea fructelor. Migdalele se folosesc la prepararea și aromatizarea unor băuturi alcoolice, la lichioruri, marțipan. Migdalele amare nu se pot consuma ca atare, ele conțin amigdalin, o glicozidă din care rezultă acid cianhidric.
Culturile de migdale din Franța sunt compuse din așa-numitele Ferragnès cca 60 % și Ferraduel cca. 30 % din cultura totală. Din varietatea Ferraduel, care se coace la mijlocul lunii septembrie, se obțin drajeuri. Varietatea californiană este numită migdal-Nonpareil, iar migdalele ce provin din Spania sunt numite Marcona, fiind comercializate sub numele de Valencia, iar în Italia, mai importante sunt migdalele din varietatea Avola, care au o aromă deosebită.

## Compoziție
Migdalele conțin:
- Glucide 2,3 %
- Apă 5,7 %
- Balast 15,2 %
- Proteine 18,7 %
- Grăsimi 58,1 %

S-a observat că un consum regulat de migdale reduce bolile cardio-vasculare, doza necesară fiind de cca. 20 g/zi. 
Migdalele conțin grăsimi polinesaturate care sunt grăsimi ușor de oxidat. Sunt, de asemenea, și o sursă bogată de vitamină antioxidantă liposolubilă.

## Tratamente naturale cu migdale
Pentru vindecarea unor afecțiuni, de la migdal se folosesc atât semințele, coaja de migdale cât și sâmburii. Semințele de migdal sunt mineralizante și ușor laxative, iar datorită proprietăților terapeutice ajută la vindecarea ulcerului gastric, gastritei, afecțiunilor digestive, tusei, afecțiunilor aparatului urinar și genital. 

Migdalele mai sunt recomandate a fi folosite și în cosmetică, în special pentru hidratarea pielii. În acest scop se utilizează laptele de migdale.